# Foot in Mouth Disease
Foot In Mouth Disease es el cuarto álbum de estudio de Gob, publicado el 1 de abril de 2003. El primer sencillo del álbum es «Give Up The Grudge». El álbum gozó de bastante éxito en Japón y vendió más de 50 000 copias. Oh! Ellin y  Ming Tran, publicado anteriormente en el EP F.U, fueron el segundo y tercer sencillo respectivamente.
- Datos: Q1456024